# Nida Vasiliauskaitė
Nida Vasiliauskaitė (ur. 21 grudnia 1975) – litewska filozofka i publicystka.

## Życiorys
W latach 1994–2000 odbyła studia licencjackie i magisterskie na Wydziale Filozofii Uniwersytetu Wileńskiego. W 2005 na macierzystym wydziale uzyskała stopień doktora filozofii.
Od 2005 pracuje jako wykładowca na Wydziale Filozofii i Teorii Polityki Uniwersytetu Technicznego im. Giedymina w Wilnie. Jej zainteresowania naukowe to filozofia feministyczna, filozofia polityczna, poststrukturalizm, filozofia języka, teoria racjonalnego wyboru oraz gender i queer studies.
Od 2003 należy do Litewskiego Forum Nauk Społecznych oraz Litewskiego Związku Młodych Naukowców. Od 2005 do 2021 była stałą komentatorką portalu delfi.lt. Działa w Stowarzyszeniu Młodzieży Tolerancyjnej.